# Ballspielverein Borussia 09 Dortmund 1963-1964
Questa voce raccoglie le informazioni riguardanti il Ballspielverein Borussia 09 Dortmund nelle competizioni ufficiali della stagione 1963-1964.

## Stagione
Nella stagione 1963-1964 il Borussia Dortmund, allenato da Hermann Eppenhoff, concluse il campionato di Bundesliga al 4º posto. In Coppa di Germania il Borussia Dortmund fu eliminato al primo turno dal Monaco 1860. In Bundesliga il Borussia Dortmund fu eliminato in semifinale dall'Inter.

## Rosa
| N. |                     | Ruolo | Calciatore          |
| -- | ------------------- | ----- | ------------------- |
|    | Germania (bandiera) | P     | Heinz Kwiatkowski   |
|    | Germania (bandiera) | P     | Hans Tilkowski      |
|    | Germania (bandiera) | P     | Bernhard Wessel     |
|    | Germania (bandiera) | D     | Helmut Bracht       |
|    | Germania (bandiera) | D     | Wilhelm Burgsmüller |
|    | Germania (bandiera) | D     | Gerd Cyliax         |
|    | Germania (bandiera) | D     | Lothar Geisler      |
|    | Germania (bandiera) | D     | Wolfgang Paul       |
|    | Germania (bandiera) | D     | Manfred Pfeiffer    |
|    | Germania (bandiera) | D     | Theodor Redder      |

| N. |                     | Ruolo | Calciatore         |
| -- | ------------------- | ----- | ------------------ |
|    | Germania (bandiera) | C     | Hoppy Kurrat       |
|    | Germania (bandiera) | C     | Aki Schmidt        |
|    | Germania (bandiera) | C     | Wilhelm Sturm      |
|    | Germania (bandiera) | A     | Franz Brungs       |
|    | Germania (bandiera) | A     | Lothar Emmerich    |
|    | Germania (bandiera) | A     | Timo Konietzka     |
|    | Germania (bandiera) | A     | Hans-Jürgen Kurrat |
|    | Germania (bandiera) | A     | Burghard Rylewicz  |
|    | Germania (bandiera) | A     | Reinhold Wosab     |

## Organigramma societario
Area tecnica
- Allenatore: Hermann Eppenhoff
- Allenatore in seconda:
- Preparatore dei portieri:
- Preparatori atletici:

## Calciomercato

### Sessione estiva
| Acquisti | Acquisti          | Acquisti            | Acquisti |
| R.       | Nome              | da                  | Modalità |
| -------- | ----------------- | ------------------- | -------- |
| A        | Franz Brungs      | Borussia M'gladbach |          |
| A        | Burghard Rylewicz | Oldenburg           |          |
| P        | Hans Tilkowski    | Westfalia Herne     |          |

| Cessioni | Cessioni        | Cessioni          | Cessioni |
| R.       | Nome            | a                 | Modalità |
| -------- | --------------- | ----------------- | -------- |
| A        | Gerd Roggensack | Arminia Bielefeld |          |
| A        | Jürgen Schütz   | Roma              |          |

## Risultati

### Bundesliga

#### Girone di andata
| Arbitro: | Ott |

|                                  |           |                   |
| Soya 34’ Schütz 46’ Klöckner 50’ | Marcatori | 1’, 90’ Konietzka |

| Arbitro: | Deuschel |

|                           |           |                             |
| Sturm 16’, 80’ Cyliax 27’ | Marcatori | 8’ Küppers 49’, 63’ Grosser |

| Arbitro: | Fritz |

|                                          |           |          |
| Berz 44’ Gerhardt 51’ Geisler 55’ (aut.) | Marcatori | 6’ Wosab |

| Arbitro: | Sparing |

|                         |           |              |
| Wosab 78’ Konietzka 82’ | Marcatori | 18’ Krafczyk |

| Arbitro: | Lutz |

|          |           |                                   |
| Madl 46’ | Marcatori | 3’ Kurrat 11’ Rylewicz 83’ Cyliax |

| Arbitro: | Zimmermann |

|                                       |           |  |
| Emmerich 10’ Redder 30’ Konietzka 37’ | Marcatori |  |

| Arbitro: | Schmidt |

|                 |           |                         |
| Pohlschmidt 42’ | Marcatori | 65’ Brungs 82’ Emmerich |

| Arbitro: | Spiewak |

|                                                                                |           |                         |
| Rylewicz 16’ (rig.) Emmerich 22’, 60’ Schmidt 29’ Konietzka 44’, 85’ Sturm 52’ | Marcatori | 21’ Rühl 88’ Altendorff |

| Arbitro: | Fritz |

|                 |           |           |
| Geiger 12’, 80’ | Marcatori | 61’ Sturm |

| Arbitro: | Sturm |

|                                      |           |             |
| Emmerich 26’, 86’ Wenauer 81’ (aut.) | Marcatori | 6’ Albrecht |

| Arbitro: | Regely |

|                                                                                             |           |                             |
| Brungs 8’ Strich 17’ (aut.) Schmidt 18’, 56’, 66’ Emmerich 28’, 85’ Konietzka 44’ Wosab 74’ | Marcatori | 35’, 61’ Gawletta 58’ Meier |

| Arbitro: | Wieser |

|                                          |           |                                |
| Nolden 23’ (rig.) Walenciak 52’ Lotz 76’ | Marcatori | 4’, 32’ Konietzka 20’ Emmerich |

| Arbitro: | Ott |

|                   |           |                            |
| Konietzka 7’, 14’ | Marcatori | 23’, 33’ Sturm 36’ Schäfer |

| Arbitro: | Fritz |

|                 |           |          |
| Seeler 51’, 85’ | Marcatori | 7’ Wosab |

| Arbitro: | Jacobi |

|                                    |           |  |
| Brungs 27’ Konietzka 58’ Wosab 82’ | Marcatori |  |

#### Girone di ritorno
| Arbitro: | Riegg |

|                                    |           |                                           |
| Brungs 14’, 19’ Konietzka 16’, 35’ | Marcatori | 63’ Hänel 75’ Zebrowski 84’ (rig.) Schütz |

| Arbitro: | Gusenburger |

|                                                              |           |           |
| Kohlars 27’ Kraus 31’, 39’ Brunnenmeier 43’, 47’ Küppers 76’ | Marcatori | 3’ Brungs |

| Arbitro: | Ott |

|                                 |           |  |
| Emmerich 51’, 89’ Konietzka 64’ | Marcatori |  |

| Arbitro: | Tschenscher |

|                        |           |              |
| Rinas 78’ Krafczyk 81’ | Marcatori | 62’ Emmerich |

| Arbitro: | Sturm |

|                              |           |                         |
| Rylewicz 27’, 48’ Cyliax 40’ | Marcatori | 34’ Stark 69’ Kentschke |

| Arbitro: | Regely |

|                      |           |                       |
| Huberts 26’ Solz 72’ | Marcatori | 70’ (aut.) Eigenbrodt |

| Dortmund 29 febbraio 1964, ore 15:30 CET 22ª giornata | Borussia Dortmund | 0 – 0 referto | Preußen Münster | Stadio Rote Erde (26 000 spett.)\| Arbitro: \| Sparing \| |
| Arbitro:                                              | Sparing           |               |                 |                                                           |

| Berlino 7 marzo 1964, ore 16:30 CET 23ª giornata | Hertha Berlino | 0 – 0 referto | Borussia Dortmund | Stadio Olimpico (20 500 spett.)\| Arbitro: \| Jacobi \| |
| Arbitro:                                         | Jacobi         |               |                   |                                                         |

| Arbitro: | Fritz |

|                                                          |           |            |
| Konietzka 8’, 55’, 59’, 88’ Brungs 26’ Emmerich 70’, 74’ | Marcatori | 15’ Geiger |

| Arbitro: | Deuschel |

|                                  |           |  |
| Strehl 24’, 39’, 76’ Morlock 55’ | Marcatori |  |

| Arbitro: | Zimmermann |

|  |           |               |
|  | Marcatori | 42’ Konietzka |

| Dortmund 11 aprile 1964, ore 17:00 CET 27ª giornata | Borussia Dortmund | 0 – 0 referto | Meidericher | Stadio Rote Erde (21 000 spett.)\| Arbitro: \| Deuschel \| |
| Arbitro:                                            | Deuschel          |               |             |                                                            |

| Arbitro: | Tschenscher |

|                                                  |           |                        |
| Sturm 44’ Thielen 61’, 70’ Hornig 63’ Wilden 86’ | Marcatori | 22’ Schmidt 64’ Brungs |

| Arbitro: | Fischer |

|                                                      |           |                 |
| Rylewicz 31’ Emmerich 38’, 64’ Brungs 55’ Redder 85’ | Marcatori | 56’, 86’ Seeler |

| Arbitro: | Fritz |

|                      |           |  |
| Dulz 46’ Schmidt 68’ | Marcatori |  |

### Coppa di Germania
| Arbitro: | Fritz |

|                              |           |  |
| Brunnenmeier 53’ Kohlars 79’ | Marcatori |  |

### Coppa dei Campioni
| Arbitro: | McCabe |

|                      |           |                                         |
| Berg 32’ Stavrum 33’ | Marcatori | 18’ Emmerich 60’ Schmidt 65’, 76’ Wosab |

| Arbitro: | Finney |

|                               |           |             |
| Konietzka 35’, 82’ Cyliax 86’ | Marcatori | 63’ Stavrum |

| Arbitro: | Schwinte |

|                        |           |           |
| Simões 46’ Eusébio 67’ | Marcatori | 54’ Wosab |

| Arbitro: | McCabe |

|                                              |           |  |
| Konietzka 33’ Brungs 35’, 37’, 47’ Wosab 58’ | Marcatori |  |

| Arbitro: | Rigato |

|  |           |                                                |
|  | Marcatori | 30’ Brungs 56’ Konietzka 70’ (rig.), 89’ Wosab |

| Arbitro: | Brittle |

|              |           |                           |
| Rylewicz 20’ | Marcatori | 40’ Rödr 68’, 87’ Jelínek |

| Arbitro: | Gere |

|                 |           |                      |
| Brungs 23’, 28’ | Marcatori | 4’ Mazzola 41’ Corso |

| Arbitro: | Tešanić |

|                       |           |  |
| Mazzola 48’ Costa 75’ | Marcatori |  |

## Statistiche

### Statistiche di squadra
| Competizione       | Punti | In casa | In casa | In casa | In casa | In casa | In casa | In trasferta | In trasferta | In trasferta | In trasferta | In trasferta | In trasferta | Totale | Totale | Totale | Totale | Totale | Totale | DR  |
| Competizione       | Punti | G       | V       | N       | P       | Gf      | Gs      | G            | V            | N            | P            | Gf           | Gs           | G      | V      | N      | P      | Gf     | Gs     | DR  |
| ------------------ | ----- | ------- | ------- | ------- | ------- | ------- | ------- | ------------ | ------------ | ------------ | ------------ | ------------ | ------------ | ------ | ------ | ------ | ------ | ------ | ------ | --- |
| Bundesliga         | 33    | 15      | 11      | 3       | 1       | 54      | 21      | 15           | 3            | 2            | 10           | 19           | 36           | 30     | 14     | 5      | 11     | 73     | 57     | +16 |
| Coppa di Germania  | -     | 0       | 0       | 0       | 0       | 0       | 0       | 1            | 0            | 0            | 1            | 0            | 2            | 1      | 0      | 0      | 1      | 0      | 2      | -2  |
| Coppa dei Campioni | -     | 4       | 2       | 1       | 1       | 11      | 6       | 4            | 2            | 0            | 2            | 9            | 6            | 8      | 4      | 1      | 3      | 20     | 12     | +8  |
| Totale             | 33    | 19      | 13      | 4       | 2       | 65      | 27      | 20           | 5            | 2            | 13           | 28           | 44           | 39     | 18     | 6      | 15     | 93     | 71     | +22 |

### Andamento in campionato
| Giornata  | 1  | 2  | 3  | 4  | 5 | 6 | 7 | 8 | 9 | 10 | 11 | 12 | 13 | 14 | 15 | 16 | 17 | 18 | 19 | 20 | 21 | 22 | 23 | 24 | 25 | 26 | 27 | 28 | 29 | 30 |
| --------- | -- | -- | -- | -- | - | - | - | - | - | -- | -- | -- | -- | -- | -- | -- | -- | -- | -- | -- | -- | -- | -- | -- | -- | -- | -- | -- | -- | -- |
| Luogo     | T  | C  | T  | C  | T | C | T | C | T | C  | C  | T  | C  | T  | C  | C  | T  | C  | T  | C  | T  | C  | T  | C  | T  | T  | C  | T  | C  | T  |
| Risultato | P  | N  | P  | V  | V | V | V | V | P | V  | V  | N  | P  | P  | V  | V  | P  | V  | P  | V  | P  | N  | N  | V  | P  | V  | N  | P  | V  | P  |
| Posizione | 13 | 10 | 13 | 11 | 8 | 6 | 5 | 4 | 4 | 3  | 2  | 2  | 4  | 5  | 3  | 2  | 5  | 3  | 3  | 3  | 5  | 5  | 4  | 4  | 5  | 5  | 5  | 5  | 4  | 4  |

Legenda:

Luogo: C = Casa; T = Trasferta. Risultato: V = Vittoria; N = Pareggio; P = Sconfitta.

### Statistiche dei giocatori
| Giocatore      | Bundesliga | Bundesliga | Bundesliga  | Bundesliga | Coppa di Germania | Coppa di Germania | Coppa di Germania | Coppa di Germania | Coppa dei Campioni | Coppa dei Campioni | Coppa dei Campioni | Coppa dei Campioni | Totale   | Totale | Totale      | Totale     |
| Giocatore      | Presenze   | Reti       | Ammonizioni | Espulsioni | Presenze          | Reti              | Ammonizioni       | Espulsioni        | Presenze           | Reti               | Ammonizioni        | Espulsioni         | Presenze | Reti   | Ammonizioni | Espulsioni |
| -------------- | ---------- | ---------- | ----------- | ---------- | ----------------- | ----------------- | ----------------- | ----------------- | ------------------ | ------------------ | ------------------ | ------------------ | -------- | ------ | ----------- | ---------- |
| H. Bracht      | 11         | 0          | 0           | 0          | 0                 | 0                 | 0                 | 0                 | 3                  | 0                  | 0                  | 0                  | 14       | 0      | 0           | 0          |
| F. Brungs      | 25         | 9          | 0           | 0          | 1                 | 0                 | 0                 | 0                 | 6                  | 6                  | 0                  | 0                  | 32       | 15     | 0           | 0          |
| W. Burgsmüller | 19         | 0          | 0           | 0          | 0                 | 0                 | 0                 | 0                 | 6                  | 0                  | 0                  | 0                  | 25       | 0      | 0           | 0          |
| G. Cyliax      | 11         | 3          | 0           | 0          | 1                 | 0                 | 0                 | 0                 | 2                  | 1                  | 0                  | 0                  | 14       | 4      | 0           | 0          |
| L. Emmerich    | 29         | 16         | 0           | 0          | 1                 | 0                 | 0                 | 0                 | 7                  | 1                  | 0                  | 0                  | 37       | 17     | 0           | 0          |
| L. Geisler     | 27         | 0          | 0           | 0          | 1                 | 0                 | 0                 | 0                 | 7                  | 0                  | 0                  | 0                  | 35       | 0      | 0           | 0          |
| T. Konietzka   | 25         | 20         | 0           | 0          | 1                 | 0                 | 0                 | 0                 | 8                  | 4                  | 0                  | 0                  | 34       | 24     | 0           | 0          |
| H. Kurrat      | 1          | 1          | 0           | 0          | 0                 | 0                 | 0                 | 0                 | 1                  | 0                  | 0                  | 0                  | 2        | 1      | 0           | 0          |
| H. Kurrat      | 24         | 0          | 0           | 0          | 1                 | 0                 | 0                 | 0                 | 8                  | 0                  | 0                  | 0                  | 33       | 0      | 0           | 0          |
| H. Kwiatkowski | 3          | 0          | 0           | 0          | 0                 | 0                 | 0                 | 0                 | 0                  | 0                  | 0                  | 0                  | 3        | 0      | 0           | 0          |
| W. Paul        | 13         | 0          | 0           | 0          | 0                 | 0                 | 0                 | 0                 | 1                  | 0                  | 0                  | 0                  | 14       | 0      | 0           | 0          |
| M. Pfeiffer    | 1          | 0          | 0           | 0          | 0                 | 0                 | 0                 | 0                 | 0                  | 0                  | 0                  | 0                  | 1        | 0      | 0           | 0          |
| T. Redder      | 26         | 2          | 0           | 0          | 1                 | 0                 | 0                 | 0                 | 6                  | 0                  | 0                  | 0                  | 33       | 2      | 0           | 0          |
| B. Rylewicz    | 11         | 5          | 0           | 0          | 0                 | 0                 | 0                 | 0                 | 2                  | 1                  | 0                  | 0                  | 13       | 6      | 0           | 0          |
| A. Schmidt     | 26         | 5          | 0           | 0          | 1                 | 0                 | 0                 | 0                 | 7                  | 1                  | 0                  | 0                  | 34       | 6      | 0           | 0          |
| W. Sturm       | 29         | 4          | 0           | 0          | 1                 | 0                 | 0                 | 0                 | 8                  | 0                  | 0                  | 0                  | 38       | 4      | 0           | 0          |
| H. Tilkowski   | 21         | 0          | 0           | 0          | 1                 | 0                 | 0                 | 0                 | 6                  | 0                  | 0                  | 0                  | 28       | 0      | 0           | 0          |
| B. Wessel      | 6          | 0          | 0           | 0          | 0                 | 0                 | 0                 | 0                 | 2                  | 0                  | 0                  | 0                  | 8        | 0      | 0           | 0          |
| R. Wosab       | 22         | 5          | 0           | 0          | 1                 | 0                 | 0                 | 0                 | 8                  | 6                  | 0                  | 0                  | 31       | 11     | 0           | 0          |